# Habenaria hosokawae
Habenaria hosokawae là một loài thực vật có hoa trong họ Lan. Loài này được Fukuy mô tả khoa học lần đầu tiên vào năm 1934.